# Філіпп де ла Мот-Уданкур
Філіпп де ла Мот-Уданкур (Philippe de La Mothe-Houdancourt, 1605 — 24 березня 1657) — французький аристократ, політичний та військовий діяч, маршал і пер Франції.

## Життєпис
Походив з впливової родини де ла Мот. Син Філіпа де ла Мот-Уданкура, родич по материнській лінії кардинала Рішельє. Обрав для себе кар'єру військового. У 1622 році відзначився у битвах проти гугенотів під орудою герцога Шарля III де Майєна при Негрепеліссі, Сент-Антонені, Сомм'єрі, Люнелі та Монпельє.
З 1626 року воює під орудою герцога Генріха II де Монморансі під Ла-Рошеллю. Відзначився у морській битві за острів Ре 1627 року. У 1628–1631 роках бере участь у Війні за мантуанську спадщину, звитяжив у битвах в П'ємонті. Після цього повертається до Франції, де знову успішно воює проти гугенотів, відзначається у 1632 році у битві при Кальнодарі (Лангедок). За це отримиує губернаторство у місті Бельгард.
З втручання Франції у Тридцятирічну війну Філіппа призначено командиром піхотного полку (1633). На його чолі бере участь в облозі міста Нансі (Лотарингія). У 1635 році хоробро бився при Авені та Левені, бере учать у захоплені форту Шенк. У 1636 році був серед оборонців Бургундії від наступу іспанської армії на чолі із Матіасом Галласом.
У 1637 році отримує звання польового маршала. У 1638 році воював під командував Генріха II де Орлеана, герцога Лонгвіля, у Німеччині. У 1639 році здобуває перемогу над герцогом Федеріком Савеллі й захоплює замок Бламон (Лотарингія).
З 1639 році знову воює у П'ємонті. У 1640 року звитяжив у битві при Казалі, при облозі Турина. Того ж року Філіпп де ла Мот захопив К'єрі. За ці успіхи у 1641 році отримує звання генерал-лейтенанта. Тоді ж спрямовується до Каталонії, де захоплює Валльс, Лесковетту, форт Салу. Згодом оволодіває містом Тамаріте-де-Літера. В подальшому активно сприяє зміцненню французької влади у Каталонії. 28 березня 1642 року перемагає іспанців у битві при Мартурель. За це він стає маршалом Франції. Згодом призначається віце-королем Каталонії та й отримує титул герцога Кардона. У 1643–1644 роках продовжує продіяти іспанцям, проте 7 жовтня 1644 року зазнає поразки при Леріді. Його було звинувачено у поразці й запроторено до в'язниці у Греноблі. Виправдано лише у 1648 році.
У 1649 році приєднається до Фронди, яка виступає за повалення впливового міністра кардинала Мазаріні. Після успіху фрондистів Філіпп де ла Мот-Уданкур знову стає віце-королем Каталонії. У 1652 році отримує звання пера Франції. В цей час він продовжує боротьбу з Іспанією за Каталонію, але вимушений був відступити до Франції у 1653 році. Тоді ж стає герцогом Фаєльським. Втім внаслідок невдач змушений подати у відставку з посади віце-короля.
По поверненню до Парижа відійшов від політичних справ й помер 24 березня 1657 року.

## Родина
Дружина — Луїза де Прі (1624–1709)
Діти:
- Франсуаза-Ангеліка (1650–1711), дружина Луї-Віктора д'омана, герцога
- Шарлота-Елеонора-Мадлен (1651–1744)
- Марія-Ізабела-Ангеліка (1654–1726)